# Pelika
Pelika (starogrško πελίκη) je keramična posoda, podobna amfori. Praviloma so jo uporabljali kot vinsko posodo na simpoziju in za shranjevanje olja. Od približno 450 pred n. št. so jo uporabljali tudi za pepel v grobnicah.
Ima dva ročaja, ki sta navpična v stranskem pogledu in postavljena pod rob trebuha, ozek vrat, usta z robom in povešen, skoraj sferni trebuh, kjer je tudi najširša. Ni imela pokrova.
V primerjavi s pogosto koničastim dnom številnih amfor je pelika pri dnu vedno obrobljena, tako da je stala samostojno.
Pogosto so zapleteno pobarvane, po navadi prikazujejo prizore z ljudmi. Oblika se je prvič pojavila ob koncu 6. stoletja pr. n. št. in so jo poznali do okoli 4. stoletja pr. n. št.